# Iker Martínez
Iker Martínez de Lizarduy Lizárribar (ur. 16 czerwca 1977), hiszpański żeglarz sportowy, dwukrotny medalista olimpijski.
Startuje w klasie 49er. Brał udział w dwóch igrzyskach (IO 04, IO 08), na obu zdobywał medale. Triumfował w 2004, był drugi cztery lata później. Podczas obu startów partnerował mu Xabier Fernández. W 2002, 2004 i 2010 roku byli mistrzami świata (srebro w 2001), trzy razy zostawali mistrzem Europy (2002, 2007, 2008), raz wicemistrzem (2001), a w 2003 zajęli trzecie miejsce.
Iker Martínez był sternikiem Telefónica w edycji 2011-2012 Volvo Ocean Race, a jego załogant Xabier Fernández był również członkiem załogi. Zostali także wybrani Żeglarzami Roku ISAF 2011, o czym obaj dowiedzieli się kończąc pierwszy etap Volvo Ocean Race.
Był też sternikiem hiszpańskiego jachtu MAPFRE w edycji 2014-2015 Volvo Ocean Race, choć pominął kilka etapów ze względu na przygotowania do Igrzysk Olimpijskich w Rio 2016.